# Crepidula adunca
Crepidula adunca is een slakkensoort uit de familie van de Calyptraeidae. De wetenschappelijke naam van de soort is voor het eerst geldig gepubliceerd in 1825 door George Brettingham Sowerby I.
De slak leeft commensaal op de schelp van andere slakken, vooral van Tegula funebralis. Er is geen vrijzwemmende larvefase; de jongen worden door het wijfje uitgebroed terwijl ze aan de schelp hangt, en kruipen onder haar vandaan of worden door haar weggeduwd. Ze vallen naar de bodem en zijn daarna erg mobiel; pas als ze ouder worden zullen ze zich aan een T. funebralis aanhechten.